# ヴィヴァーロ
ヴィヴァーロ（伊: Vivaro）は、イタリア共和国フリウリ＝ヴェネツィア・ジュリア州ポルデノーネ県にある、人口約1,300人の基礎自治体（コムーネ）。

## 地理

### 位置・広がり

#### 隣接コムーネ
隣接するコムーネは以下の通り。
- アルバ
- コルデノンス
- マニアーゴ
- サン・ジョルジョ・デッラ・リキンヴェルダ
- サン・クイリーノ
- スピリンベルゴ

### 気候分類・地震分類
ヴィヴァーロにおけるイタリアの気候分類 (it) および度日は、zona E, 2597 GGである。
また、イタリアの地震リスク階級 (it) では、zona 2 (sismicità media) に分類される。